# Манучар Квірквелія
Манучар Квірквелія  (груз. მანუჩარ კვირკველია, 12 жовтня 1978) — грузинський борець греко-римського стилю, олімпійський чемпіон.

## Спортивні результати на міжнародних змаганнях

### Виступи на Олімпіадах
| Змагання                    | Збірна | Вагова категорія                 | Місце  |
| --------------------------- | ------ | -------------------------------- | ------ |
| Літні Олімпійські ігри 2008 | Грузія | греко-римська боротьба, до 74 кг | Золото |

### Виступи на Чемпіонатах світу
| Змагання                        | Збірна | Вагова категорія                 | Місце  |
| ------------------------------- | ------ | -------------------------------- | ------ |
| Чемпіонат світу з боротьби 2002 | Грузія | греко-римська боротьба, до 66 кг | Бронза |
| Чемпіонат світу з боротьби 2003 | Грузія | греко-римська боротьба, до 66 кг | Золото |
| Чемпіонат світу з боротьби 2005 | Грузія | греко-римська боротьба, до 74 кг | 10     |
| Чемпіонат світу з боротьби 2006 | Грузія | греко-римська боротьба, до 74 кг | Бронза |
| Чемпіонат світу з боротьби 2007 | Грузія | греко-римська боротьба, до 74 кг | 20     |
| Чемпіонат світу з боротьби 2009 | Грузія | греко-римська боротьба, до 74 кг | 21     |
| Чемпіонат світу з боротьби 2010 | Грузія | греко-римська боротьба, до 74 кг | 14     |
| Чемпіонат світу з боротьби 2011 | Грузія | греко-римська боротьба, до 74 кг | 15     |

### Виступи на Чемпіонатах Європи
| Змагання                         | Збірна | Вагова категорія                 | Місце  |
| -------------------------------- | ------ | -------------------------------- | ------ |
| Чемпіонат Європи з боротьби 2002 | Грузія | греко-римська боротьба, до 66 кг | Срібло |
| Чемпіонат Європи з боротьби 2003 | Грузія | греко-римська боротьба, до 66 кг | 5      |
| Чемпіонат Європи з боротьби 2005 | Грузія | греко-римська боротьба, до 74 кг | 8      |
| Чемпіонат Європи з боротьби 2006 | Грузія | греко-римська боротьба, до 74 кг | Бронза |
| Чемпіонат Європи з боротьби 2007 | Грузія | греко-римська боротьба, до 74 кг | Золото |
| Чемпіонат Європи з боротьби 2011 | Грузія | греко-римська боротьба, до 74 кг | 17     |

### Виступи на Кубках світу
| Змагання                    | Збірна | Вагова категорія                 | Місце |
| --------------------------- | ------ | -------------------------------- | ----- |
| Кубок світу з боротьби 2003 | Грузія | греко-римська боротьба, до 66 кг | 4     |
| Кубок світу з боротьби 2007 | Грузія | греко-римська боротьба, до 74 кг | 8     |
| Кубок світу з боротьби 2008 | Грузія | греко-римська боротьба, до 74 кг | 8     |

### Виступи на інших змаганнях
| Змагання                                                         | Збірна | Вагова категорія                 | Місце  |
| ---------------------------------------------------------------- | ------ | -------------------------------- | ------ |
| Олімпійський кваліфікаційний турнір з боротьби 2008 (Роме-Остія) | Грузія | греко-римська боротьба, до 74 кг | Золото |
| Золотий Гран-прі з боротьби 2008                                 | Грузія | греко-римська боротьба, до 74 кг | Срібло |
| Міжнародний турнір «Cristo Lutte» 2009                           | Грузія | греко-римська боротьба, до 84 кг | 5      |
| Золотий Гран-прі з боротьби 2009                                 | Грузія | греко-римська боротьба, до 74 кг | 5      |
| Золотий Гран-прі з боротьби 2010 (Баку)                          | Грузія | греко-римська боротьба, до 74 кг | 5      |
| Турнір Дана Колова — Николи Петрова 2011                         | Грузія | греко-римська боротьба, до 74 кг | Срібло |
| Турнір Г. Картозія і В. Балавадзе 2011                           | Грузія | греко-римська боротьба, до 74 кг | Срібло |
| Кубок Владислава Питласинські 2011                               | Грузія | греко-римська боротьба, до 84 кг | 19     |
| Турнір Дана Колова — Николи Петрова 2012                         | Грузія | греко-римська боротьба, до 84 кг | 16     |

## Державні нагороди
- Президентський орден Сяйво (Грузія, 2018)[1]